# Pierre Labrie
Pour les articles homonymes, voir Labrie.
 (septembre 2018).
Si vous disposez d'ouvrages ou d'articles de référence ou si vous connaissez des sites web de qualité traitant du thème abordé ici, merci de compléter l'article en donnant les références utiles à sa vérifiabilité et en les liant à la section « Notes et références ».
Pierre Labrie est un poète québécois, né à Mont-Joli, aux portes de la Gaspésie, le 23 avril 1972.

## Biographie
Poète, musicien et travailleur culturel, Pierre Labrie habite Trois-Rivières de 1995 à 2010. Très impliqué dans le milieu social et culturel de la région, il est président de la Société des Écrivains de la Mauricie, cofondateur et directeur des Éditions Cobalt ainsi que cofondateur de la revue Les Soirs Rouges qu'il dirige jusqu'en 2003. En 1997-1998, il dirige aussi le journal L'Oignon. Acteur important de L'Aklik-à-klak, il en est également l'archiviste. 
Très impliqué dans le monde littéraire et artistique, il collabore avec plusieurs artistes en arts visuels de la Mauricie. Sur les plans musical et artistique, Pierre Labrie participe à plus d'une centaine de spectacles. En 1994, il touche au domaine cinématographique, en coécrivant le court-métrage L'enfant du fleuve dans le cadre du Carrousel International du Film de Rimouski. Depuis 2002, il anime des ateliers d'écriture.
En début d'année 2004, il codirige, avec le poète belge Pascal Leclercq, un numéro anthologique de la revue L'Arbre à paroles (Amay, Belgique) axé sur la relève poétique au Québec. 
Auteur de plusieurs titres, il participe à des collectifs, des livres en collaboration, ainsi qu'à des livres d'artistes. Ses textes paraissent aussi dans plusieurs revues, essentiellement au Québec et en Belgique.
Plusieurs fois boursier du Conseil des Arts du Canada, du Conseil des arts et des lettres du Québec et du Fonds de la Mauricie pour les arts et les lettres, son implication artistique et littéraire lui vaut plusieurs prix et distinctions, dont le Prix de Poésie Grand Public 1995 remis par le département de français de l'UQTR lors du Festival international de la poésie de Trois-Rivières, et le Prix Arts et Culture de Trois-Rivières (Forum Jeunesse Mauricie) au Gala Éclair de jeunesse 2002. Il reçoit, en 2005, le Prix de littérature Gérald-Godin pour son livre à minuit. changez la date et, en 2011, le Prix Rina-Lasnier pour Mémoires analogues. En 2014, il reçoit, pour une deuxième fois, le Prix Rina-Lasnier, pour Ajouts actuels aux révélations.
Il est coordonnateur à la programmation pour le Salon du livre de Trois-Rivières de 2005 à 2008 et adjoint à l'édition pour Les Éditions de la Bagnole en 2008.
Il est boursier du Conseil des Arts du Canada pour l'écriture de à minuit. changez la date et du Conseil des arts et des lettres du Québec pour l'écriture des livres Le mobile du temps, Ajouts actuels aux révélations et Mémoires analogues. Il est aussi boursier du Conseil des arts de Longueuil en 2012, 2013, 2014, 2016, 2018 et 2021.
En mai 2010, il lance sa série jeunesse Mistral, dont l'histoire se déroule dans sa ville natale, Mont-Joli. Il habite maintenant en Montérégie.
En 2013, l'Association québécoise des professeurs de français et l'Association nationale des éditeurs de livres remettent le Prix littéraire des enseignants AQPF-ANEL - catégorie poésie à Pierre Labrie pour son livre Nous sommes ce continent. Puis, en 2014, c'est au tour de la Société de développement des périodiques culturels québécois de lui remettre le Prix d'excellence de la SODEP - catégorie Création - Prix poésie, pour son texte Moi et les exclusions du jour, un texte paru dans le numéro 96 de la revue Art Le Sabord.

## Œuvre

### Album jeunesse
- Salto - L'ultime défi (Tome 1), avec des illustrations de Tristan Demers, Blainville (Québec), Boomerang éditeur jeunesse, 2012.
- Salto - Le vrai héros (Tome 2), avec des illustrations de Tristan Demers, Blainville (Québec), Boomerang éditeur jeunesse, 2012.
- Salto - À la rescousse! (Tome 3), avec des illustrations de Tristan Demers, Blainville (Québec), Boomerang éditeur jeunesse, 2012.
- Les 4 Super - Mauvais joueur! (Tome 1), écrit avec Nadine Descheneaux, avec des illustrations d'Éric Péladeau, Blainville (Québec), Andara éditeur, 2012. Épuisé.
- Les 4 Super - Ce n'est pas du gâteau! (Tome 2), écrit avec Nadine Descheneaux, avec des illustrations d'Éric Péladeau, Blainville (Québec), Andara éditeur, 2012. Épuisé.
- Les 4 Super - À la plage! (Tome 3), écrit avec Nadine Descheneaux, avec des illustrations d'Éric Péladeau, Blainville (Québec), Andara éditeur, 2013. Épuisé.
- Les 4 Super - Château fort! (Tome 4), écrit avec Nadine Descheneaux, avec des illustrations d'Éric Péladeau, Blainville (Québec), Andara éditeur, 2013. Épuisé.
- Salto - Duo d'espions (Tome 4), avec des illustrations de Tristan Demers, Blainville (Québec), Boomerang éditeur jeunesse, 2013.
- Salto - L'Étang Express (Tome 5), avec des illustrations de Tristan Demers, Blainville (Québec), Boomerang éditeur jeunesse, 2013.
- Salto - La forêt des ombres (Tome 6), avec des illustrations de Tristan Demers, Blainville (Québec), Boomerang éditeur jeunesse, 2014.
- Salto - La grande enquête (Cherche et trouve / Livre-jeu), avec des illustrations de Tristan Demers en collaboration avec Fabien Rypert et Jocelyn Jalette, Blainville (Québec), Boomerang éditeur jeunesse, 2014.

### Roman jeunesse
- Mistral - La princesse des mites (Tome 1), Ville-Marie (Québec), Éditions Z'ailées, 2010.
- Mistral - Au pays des mouches (Tome 2), Ville-Marie (Québec), Éditions Z'ailées, 2010.
- Mistral - Le monstre du lac Sandy (Tome 3), Ville-Marie (Québec), Éditions Z'ailées, 2011.
- Mistral - Les zombis du fleuve (Tome 4), Ville-Marie (Québec), Éditions Z'ailées, 2012.
- Il faut sauver Tchétchenèse ! , avec des illustrations d'Éric Péladeau, Ville-Marie (Québec), Éditions Z'ailées, 2014.
- Rachelle et la maison des monstres, Montréal (Québec), Bayard Canada, coll. «œil de lynx», 2015.
- La poésie, c'est juste trop beurk !, avec des illustrations de Jean Morin, St-Lambert (Québec), Soulières éditeur, coll. «Ma petite vache à mal aux pattes», 2017.
- Ultrahéros ou rien !, avec des illustrations d'Éric Péladeau, Ville-Marie (Québec), Éditions Z’ailées, 2018.
- Drôles de directrices !, avec des illustrations d'Éric Péladeau, Ville-Marie (Québec), Éditions Z’ailées, 2020.

### Roman
- Mais moi je dormais, Trois-Pistoles (Québec), Éditions Trois-Pistoles, 2009.
- L'Étape, coll. Sur la route, écrit avec Nadine Descheneaux, Blainville (Québec), Andara éditeur, 2012. Épuisé.
- La 132, coll. Sur la route, écrit avec Nadine Descheneaux, Blainville (Québec), Andara éditeur, 2012. Épuisé.
- Le camp, coll. Sur la route, écrit avec Nadine Descheneaux, Blainville (Québec), Andara éditeur, 2013. Épuisé.
- Le rôdeur, coll. Sur la route, écrit avec Jonathan Reynolds, Blainville (Québec), Andara éditeur, 2014. Épuisé.

### Poésie
- À tout hasard (recueil de poèmes, manifeste), écrit avec Carl Lacharité, Trois-Rivières (Québec), Éditions d'art Le Sabord, 2000.
- Cage verte, Trois-Rivières (Québec), Éditions Cobalt, 2001.
- L'amour usinaire, Trois-Rivières (Québec), Écrits des Forges, 2002.
- Voyage dans chacune des Cellules, Trois-Pistoles (Québec), Éditions Trois-Pistoles, 2003.
- à minuit. changez la date, Trois-Rivières (Québec), Écrits des Forges, 2004.
- La pléiade des nombres épidémiques, Trois-Pistoles (Québec), Éditions Trois-Pistoles, 2005.
- Le mobile du temps, Trois-Pistoles (Québec), Éditions Trois-Pistoles, 2006.
- Locoleitmotive (poésie polar), écrit avec Michel Châteauneuf et Frédérick Durand, Trois-Rivières (Québec), Éditions d'art Le Sabord, 2007.
- Rixe et paranormal, Trois-Pistoles (Québec), Éditions Trois-Pistoles, 2008.
- Le vent tout autour (poésie pour ados), Longueuil (Québec), Les Éditions de la Bagnole, 2008. Épuisé.
- Mémoires analogues, Trois-Pistoles (Québec), Éditions Trois-Pistoles, 2010.
- Ajouts actuels aux révélations, Trois-Pistoles (Québec), Éditions Trois-Pistoles, 2011.
- Nous sommes ce continent (poésie pour ados), St-Lambert (Québec), Soulières éditeur, 2012.
- Un gouffre sous mon lit (poésie pour ados), St-Lambert (Québec), Soulières éditeur, 2014.
- Les jours fastes, Trois-Pistoles (Québec), Trois-Pistoles (Québec), Éditions Trois-Pistoles, 2014.
- Les antagonistes du sommeil, Trois-Rivières (Québec), Éditions d'art Le Sabord, coll. «RectoVerso», 2015.
- Chacun sa fenêtre pour rêver (poésie pour la jeunesse), St-Lambert (Québec), Soulières éditeur, 2016.
- Ma chanson préférée (poésie pour la jeunesse), Québec (Québec),éditions Espoir en canne, 32 p., 2018.
- Suivre le lapin blanc (poésie pour ados), St-Lambert (Québec), Soulières éditeur, coll. «Graffiti +», no. 120, 2018.
- Trust, avec des illustrations de Michel «Away» Langevin, Québec (Québec),éditions Espoir en canne, 2018.
- Mon cœur après la pluie (poésie pour la jeunesse), St-Lambert (Québec), Soulières éditeur, 2019.
- Des poèmes pour la route (poésie pour la jeunesse), écrit avec Nadine Descheneaux, Colombe Labonté et Robert Soulières, St-Lambert (Québec), Soulières éditeur, 2019.
- Les Nordiques n"ont pas froid aux yeux (poésie pour la jeunesse), avec des illustrations de Jean Morin, St-Lambert (Québec), Soulières éditeur, 2020.
- Petit chat botté (poésie pour la jeunesse), avec des illustrations de Valérie Desrochers, St-Paul (Québec), Éditions Tête Haute, coll. «Petite poésie», 2021.
- Philémon vivait dans un arbre (poésie pour la jeunesse), avec des illustrations de Valérie Desrochers, St-Paul (Québec), Éditions Tête Haute, coll. «Petite poésie», 2021.
- Enjamber le temps (et ses miroirs) (poésie pour ados), St-Lambert (Québec), Soulières éditeur, 2021.
- Val-Brillant (poésie pour la jeunesse), Ville-Marie (Québec), Éditions Z'ailées, 2022.
- Henri sous les étoiles (poésie pour la jeunesse), Rimouski (Québec), Soulières éditeur, 2023.
- L'alphabet rapaillé : l'abécédaire du poème (poésie pour la jeunesse), Rimouski (Québec), Soulières éditeur, 2023.

### Nouvelle
- Bone, taxeur professionnel, dans 13 peurs, collectif de nouvelles, Montréal (Québec), Bayard Canada, 2015.
- La classe forte, dans Les nouveaux mystères à l'école, collectif de nouvelles, Montréal (Québec), Éditions Druide, 2020[4].

### Œuvres traduites
- Ếch Xanh - Vượt Qua Thử Thách (traduction de Salto - L'ultime défi en vietnamien), avec des illustrations de Tristan Demers, Vietnam, Trang Thi Books, 2013.
- Ếch Xanh - Dũng Cảm và Nhanh Trí (traduction de Salto - Le vrai héros en vietnamien), avec des illustrations de Tristan Demers, Vietnam, Trang Thi Books, 2013.
- Ếch Xanh - Giúp Đỡ Mọi Người (traduction de Salto - À la rescousse en vietnamien), avec des illustrations de Tristan Demers, Vietnam, Trang Thi Books, 2013.

### Théâtre
- 5250, St-Valère - Territoire désarticulé.  Mise en scène de Reynald Viel, avec Stéphanie Champagne et Nathan Champagne, Les Productions des Mots...Céans, Studio théâtre, Trois-Rivières (Québec), du 19 janvier au 24 février, 2007.

## Récompenses
- 2020 - Finaliste Prix Tamarac 2020 (Association des bibliothèques de l’Ontario), Mon cœur après la pluie.
- 2019 - Finaliste aux Prix littéraires du Gouverneur général 2019 - catégorie Litt. jeunesse, Mon cœur après la pluie.
- 2019 - Grand Prix du livre de la Montérégie - catégorie livre pour tout-petits (0-5 ans), Petit chat botté (sur manuscrit).
- 2018 - Prix littéraires des enseignants AQPF-ANEL - catégorie roman 9-12 ans, La poésie, c'est juste trop beurk !.[5]
- 2017 - Sélection 2017-2018 de Communication-Jeunesse, Chacun sa fenêtre pour rêver.
- 2016 - Finaliste au Prix Rina-Lasnier, Les antagonistes du sommeil.
- 2015 - Prix littéraires des enseignants AQPF-ANEL - catégorie poésie, Un gouffre sous mon lit.
- 2015 - Sélection 2015-2016 de Communication-Jeunesse, Un gouffre sous mon lit.
- 2015 - Grand Prix de littérature jeunesse de la Montérégie, Un gouffre sous mon lit.
- 2014 - Finaliste au Prix reconnaissance Desjardins du Conseil des arts de Longueuil.
- 2014 - Prix Rina-Lasnier, Ajouts actuels aux révélations.
- 2014 - Prix d'excellence de la SODEP - catégorie Création - Prix poésie, Moi et les exclusions du jour, texte paru dans Art Le Sabord, no. 96, novembre 2013, p. 28-29.
- 2013 - Prix littéraires des enseignants AQPF-ANEL - catégorie poésie, Nous sommes ce continent.
- 2013 - Finaliste au Prix Alvine-Bélisle, Nous sommes ce continent.
- 2013 - Finaliste et mention spéciale au Prix Peuplier (Honour Books for Le Prix Peuplier 2013 - Forest of reading by the Ontario Library Association), Salto - L'ultime défi.
- 2011 - Prix Rina-Lasnier, Mémoires analogues.
- 2008 - Finaliste au Prix de littérature Clément-Morin Culture Mauricie, Le vent tout autour.
- 2008 - Finaliste au Grand prix Québecor du Festival international de la poésie, Le vent tout autour.
- 2007 - Finaliste au Prix de littérature Clément-Morin Culture Mauricie, Le mobile du temps.
- 2005 - Prix de littérature Gérald-Godin, à minuit. changez la date.
- 2004 - Finaliste au Prix de littérature Gérald-Godin, Voyage dans chacune des Cellules.
- 2003 - Finaliste au Prix Félix-Leclerc de la poésie, L'amour usinaire.
- 2003 - Finaliste au Prix de littérature Gérald-Godin, L'amour usinaire.